# Przerwany lot (film 2023)
Przerwany lot (ang. Plane) – amerykański thriller z 2023 roku, wyreżyserowany przez Jeana-François Richeta na podstawie scenariusza Charlesa Cumminga. W rolach głównych wystąpili: Gerard Butler, Mike Colter oraz Yoson An i Tony Goldwyn.

## Fabuła
Podczas lotu samolotem pasażerskim z Singapuru do Honolulu pilot Brodie Torrance zostaje zmuszony do awaryjnego lądowania uszkodzonym przez burzę samolotem na tajemniczej wyspie, która jest w stanie wojny.

## Obsada
- Gerard Butler jako Brodie Torrance, pilot samolotu.
- Mike Colter jako Louis Gaspare, przestępca który poddany jest ekstradycji w związku z podejrzeniem morderstwa.
- Tony Goldwyn jako Scarsdale, były oficer sił specjalnych który dowodzi akcją ratunkową.
- Yoson An(inne języki) jako Samuel Dele, drugi pilot samolotu.
- Evan Dane Taylor jako Datu(inne języki) Junmar, przywódca terrorystów na wyspie Jolo.
- Paul Ben-Victor jako Terry Hampton, właściciel linii lotniczych.
- Daniella Pineda jako Bonnie Lane.
- Lilly Krug(inne języki) jako Brie Taylor, pasażerka która jest influencerką.
- Kelly Gale(inne języki) jako Katie Dhar, szwedzka piosenkarka i przyjaciółka Brie.
- Joey Slotnick(inne języki) jako Matt Sinclair, pasażer samolotu i biznesmen.

## Produkcja
13 lipca 2016 ogłoszono że rozpoczęto pracę nad filmem i scenariuszem. W październiku 2019 poinformowano, że do obsady dołączył Gerard Butler.
11 listopada 2020 poinformowano, że studio produkcji Lionsgate Films otrzymało prawa do dystrybucji filmu, ale wytwórnia filmowa porzuciła ten projekt ze względu na rozwój pandemii koronawirusa.
Produkcja filmu rozpoczęła się w sierpniu 2021 w Portoryko a okres zdjęciowy zakończył się pod koniec października 2021 roku.
W lutym 2023 poinformowano, że trwają prace nad kontynuacją filmu.